# Sinduria
Sinduria è una suddivisione dell'India, classificata come census town, di 5.951 abitanti, situata nel distretto di Garhwa, nello stato federato del Jharkhand. In base al numero di abitanti la città rientra nella classe V (da 5.000 a 9.999 persone).

## Geografia fisica
La città è situata a 24° 23' 21 N e 83° 36' 29 E.

## Società

### Evoluzione demografica
Al censimento del 2001 la popolazione di Sinduria assommava a 5.951 persone, delle quali 3.190 maschi e 2.761 femmine. I bambini di età inferiore o uguale ai sei anni assommavano a 917, dei quali 465 maschi e 452 femmine. Infine, coloro che erano in grado di saper almeno leggere e scrivere erano 3.580, dei quali 2.146 maschi e 1.434 femmine.